# Naturschutzgebiet Genkel-Tal
Das Naturschutzgebiet Genkel-Tal ist ein 8,2 ha großes Naturschutzgebiet (NSG) nordwestlich der Genkeltalsperre in der Stadt Meinerzhagen im Märkischen Kreis in Nordrhein-Westfalen. Das NSG wurde 2001 vom Kreistag des Märkischen Kreises mit dem Landschaftsplan Nr. 6 Meinerzhagen ausgewiesen. Durch eine Straße wird das NSG in zwei Teilflächen geteilt. Der Nordwestzipfel der Genkeltalsperre mit dem Einlauf des Baches Genkel in den See gehört zum NSG.

## Gebietsbeschreibung
Bei dem NSG handelt es sich um den Unterlauf der Genkel mit deren Flussaue bis zum Einlauf in die Genkeltalsperre. Am Fluss befindet sich ein Gehölzsaum. In der Aue befinden sich feuchte bis nasse Wiesen und Weiden. Das landschaftstypische Wiesental mit extensiv genutztem Nass- und Feuchtgrünland, bodenständiger Laubholzbestockung sowie einem naturnahen Bachlauf ist Lebensraum gefährdeter und spezifischer Pflanzen- und Tiergemeinschaften. Am Bach finden sich lokal seltene standorttypische Röhricht- und Großseggenriedbestände. 

## Schutzzweck
Das Naturschutzgebiet wurde zur Erhaltung und Entwicklung des Wiesentals und als Lebensraum gefährdeter Tier und Pflanzenarten ausgewiesen. Wie bei anderen Naturschutzgebieten in Deutschland wurde in der Schutzausweisung darauf hingewiesen, dass das Gebiet „wegen der landschaftlichen Schönheit und Einzigartigkeit“ zum Naturschutzgebiet wurde.